# Liste der grössten Unternehmen in Liechtenstein
Die Liste der grössten Unternehmen in Liechtenstein enthält die grössten Unternehmen mit Hauptsitz in Liechtenstein.
Diese Liste ordnet die grössten Unternehmen des Landes gemäss ihrem bekannten Jahresumsatz. Sofern die Umsatzzahlen nicht bekannt sind, werden die Unternehmen nach ihrer weltweiten Mitarbeiterzahl einsortiert.
| Rang | Name                          | Umsatz        | Mitarbeiterzahl (Gesamt) | Hauptsitz | Branche                 |
| ---- | ----------------------------- | ------------- | ------------------------ | --------- | ----------------------- |
| 1.   | Hilti                         | 5,13 Mrd. CHF | 27.000                   | Schaan    | Werkzeuge               |
| 2.   | Thyssenkrupp Steering         | unbekannt     | 8.000                    | Eschen    | Automobilzulieferer     |
| 3.   | Oerlikon Balzers              | unbekannt     | 5.100                    | Balzers   | Oberflächentechnik      |
| 4.   | Ivoclar Vivadent              | 0,81 Mrd. CHF | 3.600                    | Schaan    | Medizintechnik          |
| 5.   | LGT Group                     | unbekannt     | 3.280                    | Vaduz     | Bank                    |
| 6.   | Hilcona                       | 0,50 Mrd. CHF | 2.000                    | Schaan    | Nahrungsmittel          |
| 7.   | Ospelt-Gruppe                 | unbekannt     | 1.900                    | Bendern   | Nahrungsmittel          |
| 8.   | Hoval                         | 0,45 Mrd. CHF | 2.200                    | Vaduz     | Heizungen und Lüftungen |
| 9.   | Liechtensteinische Landesbank | unbekannt     | 860                      | Vaduz     | Bank                    |
| 10.  | VP Bank                       | unbekannt     | 800                      | Vaduz     | Bank                    |
| 11.  | Neutrik                       | unbekannt     | 800                      | Schaan    | Steckverbindungen       |